# Spanochaeta dorsalis
Spanochaeta dorsalis är en tvåvingeart som först beskrevs av Roser 1840.  Spanochaeta dorsalis ingår i släktet Spanochaeta och familjen husflugor. Arten är reproducerande i Sverige. Inga underarter finns listade i Catalogue of Life.